# František Andraščík
František Andraščík (ur. 21 listopada 1931 w Fryczkowcach, zm. 5 kwietnia 2001 w Preszowie) – słowacki poeta, eseista, prozaik i krytyk literacki.

## Dzieła

### Zbiory poezji
- 1963 – Brieždenie
- 1965 – Prísne ráno
- 1967 – Rekviem za živým
- 1967 – Zaklínanie
- 1985 – Úpenlivé ruky
- 1990 – Svetadiel Tabu

### Proza
- 1970 – Zvedavosť